# Шепелевка (Глобинский район)
Шепелевка (укр. Шепелівка) — село,
Глобинский городской совет,
Глобинский район,
Полтавская область,
Украина.
Код КОАТУУ — 5320610108. Население по переписи 2001 года составляло 562 человека.
Село Шепелевка образована объединением деревень Шепелевка и Купьевата Вершина и поселений: Свет, Семененков.
Село указано на специальной карте Западной части России Шуберта 1826-1840 годов как хутор Шепелев.

## Географическое положение
Село Шепелевка находится в 3-х км от левого берега реки Сухой Кагамлык.
На расстоянии до 2-х км расположены сёла Черевани и Новобудова, в 3-х км — город Глобино.
По селу протекает пересыхающий ручей с запрудами.
Рядом проходит железная дорога, станция Устимовка.

## Экономика
- ООО АФ «Мрия»

## Объекты социальной сферы
- Школа І—ІІ ст.